# クリシュナ
クリシュナ（ サンスクリット: कृष्ण, Kṛṣṇa、[ˈkr̩ʂɳə] ( 音声ファイル)）は、ヒンドゥー教の神である。ヒンドゥー教でも最も人気があり、広い地域で信仰されている神の1柱であり、宗派によってはクリシュナとして、あるいはヴィシュヌの化身（アヴァターラ）としてスヴァヤン・バガヴァーン（神自身）であるとみなされている。
初期のクリシュナ崇拝は神としての信仰でないもの、例えばクリシュナ・ヴァースデーヴァ信仰、バーラ・クリシュナ信仰、ゴーパーラ信仰を含み、これらは早ければ紀元前4世紀までさかのぼることができる。

## 概要
クリシュナはヴィシュヌ派の一派、ガウディーヤ・ヴァイシュナヴァ派では最高神に位置づけられ、他の全ての化身の起源とみなされている。
「クリシュナ」（Kṛṣṇa）という名前は「黒い」、「暗い」、「濃い青の」という意味の形容詞でもある。ヒンドゥー暦では満月から新月、すなわち月が欠けていく半月をクリシュナ・パクシャ（Kṛṣṇa-pakṣa）と呼ぶが、この「クリシュナ」は「暗くなる」という形容詞に関係している。
クリシュナは彼の特徴を反映する多くの異名、称号を持つことでも知られている。良く知られているものではモーハナ（Mohana、魅力的な者）、ゴーヴィンダ（Govinda）、ゴーパーラ（Gopāla、牛飼い）、マーダヴァ (英語版)（Mādhava）、ダーモーダラ（Dāmodara）、ウペーンドラ（Upendra、インドラ神の弟）などが挙げられる。またインド東部における「ジャガンナート」のように地域ごとに特別な意味をもつ異名も存在する。
約16000人もの妃がいたことで知られる。
別名をダーサ（dāsa、奴隷）ということや、肌の色が黒いことから、元来アーリア人ではない土着の神格である。ヤーダヴァ族の指導者だった人物が、死後神格化されたものとみなされている。

## 偶像に描かれる特徴
その名の通りクリシュナの肌の色は通常黒または暗い色と表現されるが、彫像や現代の絵画では青い肌で表現されることが多い。そして金色のドウティ（腰布）をまとい、クジャクの羽の王冠を戴いた姿で描写される。多くの場合少年または青年の姿で、独特のくつろいだ様子で立ち、横笛（バーンスリー）を演奏する様子が描かれる。神話に語られるエピソードの一場面を切り取った描写も多く、例えばバターを盗む幼児の姿、山を持ち上げる姿、アルジュナの御者を務める姿などが挙げられる。また、額に刻まれているUの文字はヴィシュヌ神を表している。
地域によって独特なクリシュナの表現を持つ場合がある。例えばオリッサ州のジャガンナートやマハーラーシュトラ州のヴィトーバ、アーンドラ・プラデーシュ州のヴェーンカテーシュワラ、ラージャスターン州のシュリナートジーなどがある。

## 文学的起源
クリシュナの行動を記録する最も初期の媒体は叙事詩『マハーバーラタ』である。この中でクリシュナは、ヤドゥ族の長ヴァスデーヴァの息子。バララーマの弟。ヴィシュヌの化身として主要人物の一人として登場する。その中の『バガヴァッド・ギーター』では主人公アルジュナの導き手として登場する。これにおいてクリシュナは、神への献身的な愛を説き、これは『バクティ』としてキリスト教世界などでも広く知られている。また『バーガヴァタ・プラーナ』ではクリシュナ伝説が集成されている。有名な愛人ラーダーとの恋については詩集『サッタサイー』が初出であり、ジャヤデーヴァの『ギータ・ゴーヴィンダ』はインド文学史上特に有名である。

### クリシュナ物語
ヤーダヴァ族の王カンサは多くの悪行を働いていた。神々は対策を協議し、ヴィシュヌがカンサの妹（姪とも）デーヴァキーの胎内に宿り、クリシュナとして誕生するよう定めた。ある時カンサはデーヴァキーとその夫のヴァスデーヴァを乗せた馬車の御者を務めていた。都への途上、どこからか「デーヴァキーの8番目の子がカンサを殺す」という声が聞こえた。恐れをなしたカンサはヴァスデーヴァとデーヴァキーを牢に閉じ込め、そこで生まれてくる息子たちを次々と殺した。デーヴァキーは7番目の子バララーマと8番目のクリシュナが生まれると直ちに、ヤムナー河のほとりに住む牛飼いのナンダの娘（同日に生まれた）とすり替え、2人をゴークラの町に逃がして牛飼いに預けた。
クリシュナは幼い時からその腕白さと怪力を発揮し、ミルクの壷を割ったために継母のアショーダーに大きな石臼に縛られた際にはその臼を引きずって2本の大木(ナラクーバラとマニグリーヴァ)の間にすり寄り、その大木を倒した。また、ヤムナー河に住む竜王のカーリヤが悪事をなしたことからこれを追い払った。インドラの祭祀の準備をする牛飼いたちに家畜や山岳を祭ることを勧めた際は、これに怒ったインドラが大雨を降らせたが、クリシュナはゴーヴァルダナ山を引き抜いて1本の指に乗せ、牛飼いたちを雨から守った。成長したクリシュナは牛飼いの女性たちの人気を集めたが、彼はその1人ラーダーを愛した。
一方カンサはクリシュナが生きていることを知り、すぐさま配下のアスラたちを刺客として送り込むが、悉く返り討ちにされた。そこでカンサはクリシュナとバララーマをマトゥラーの都へ呼び寄せて殺害を謀るもクリシュナに斃された。クリシュナの武器はヴィシュヌ神のスダルシャ・チャクラ（円盤）であるまた、相手の生命力を吸い取ったり、自在に体の大きさや重さを変えることも可能であった。

### アルジュナとの友情
アルジュナが兄弟との共通の妻であるドラウパディーとの結婚に際しての規定を破ったので、12年間の巡礼に出て、旅も終わりに近づいた頃、プラバーサでクリシュナと会う。アルジュナの兄弟がドゥルヨーダナの兄弟と決戦を行う時、アルジュナは非戦闘員としてのクリシュナを選び、ドゥルヨーダナはクリシュナの強力な軍隊を選んだ。そうして決戦は始まったがアルジュナは同族の戦いの意義について疑念を抱き、戦意を喪失した。この時、クリシュナがアルジュナを鼓舞するために説いたヨーガの秘説が『バガヴァッド・ギーター（神の歌）』である。アルジュナは、神弓ガンディーヴァを用い、クリシュナの軍略も用いて勝利を収めた。

### クリシュナの最期
無敵を誇ったクリシュナだが、この世を去ろうとヨガの体勢を取って瞑想していた際、ジャラという猟師が誤って射た矢に、急所である足の裏を撃たれてカルマどおりの最期をとげる。

## ギャラリー

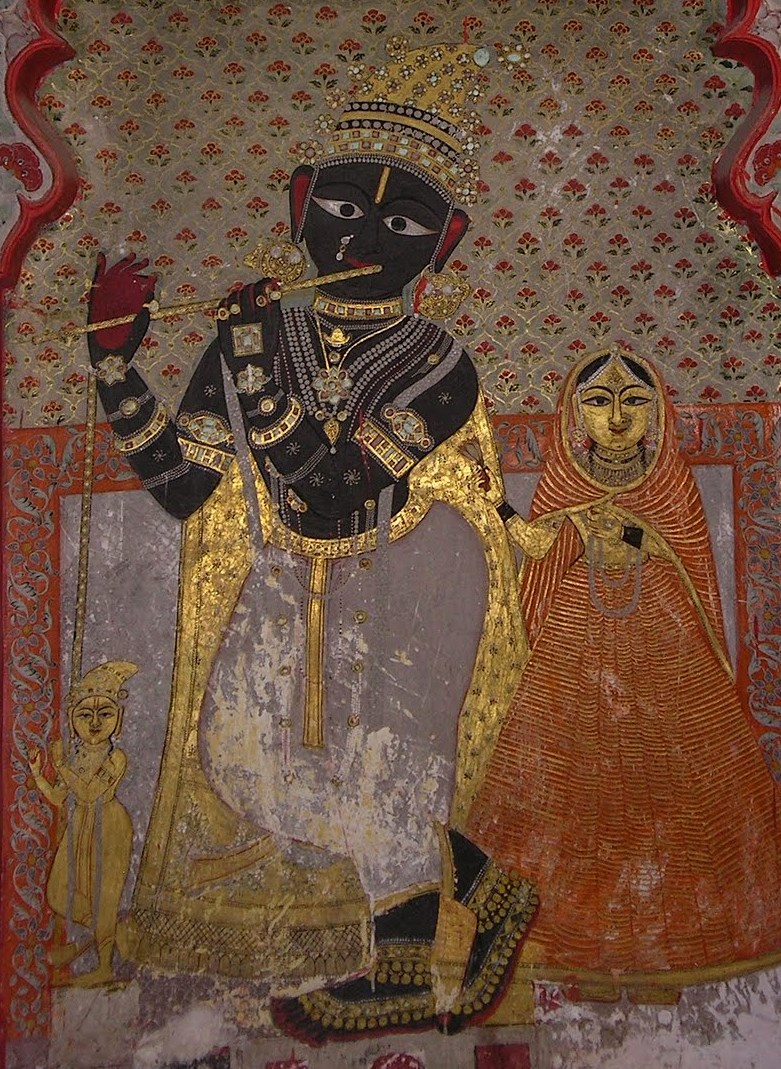
14世紀のフレスコ画に見られるクリシュナ。シティパレス（英語版）、ウダイプル。
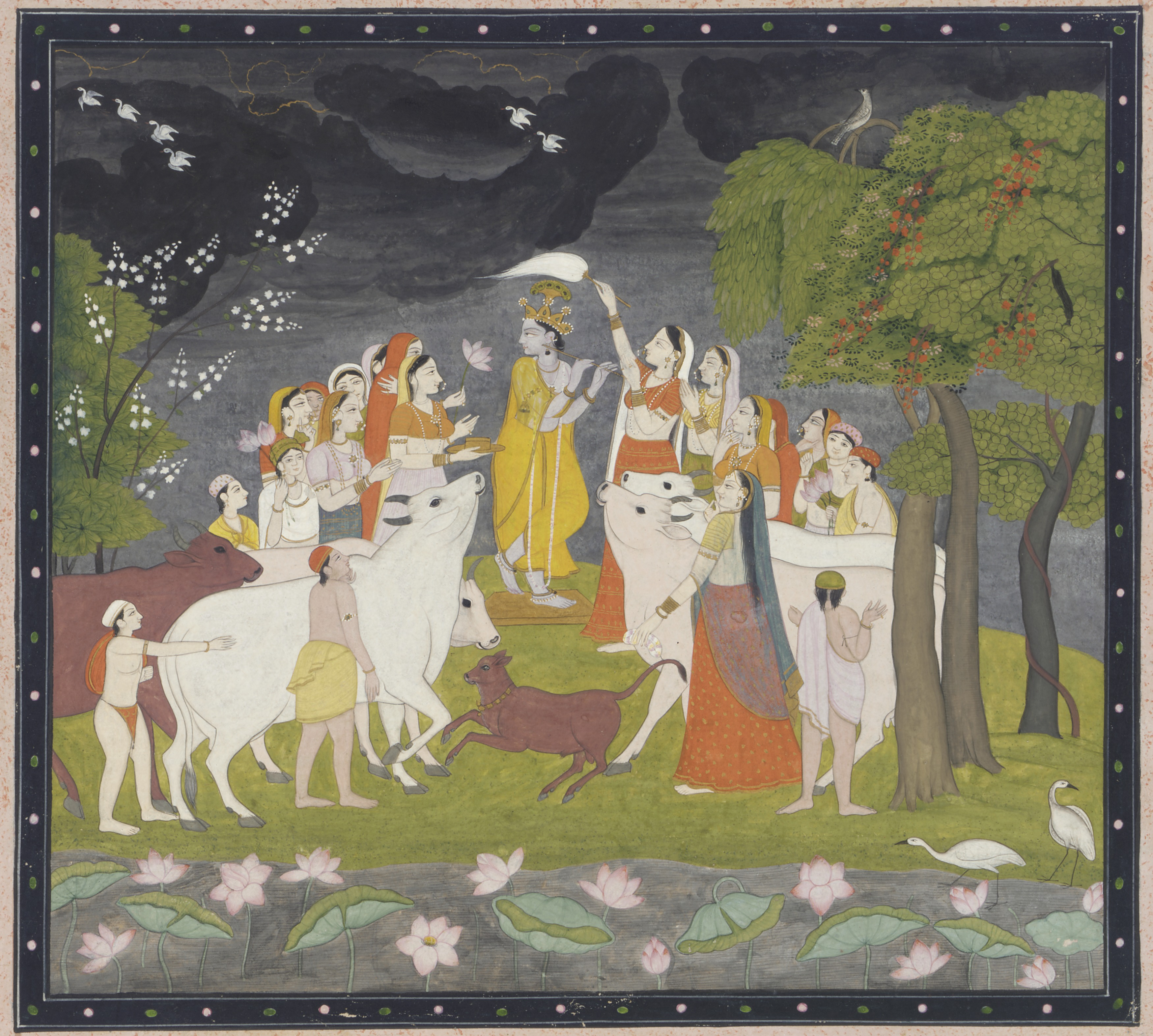
クリシュナと牛飼いの女性達
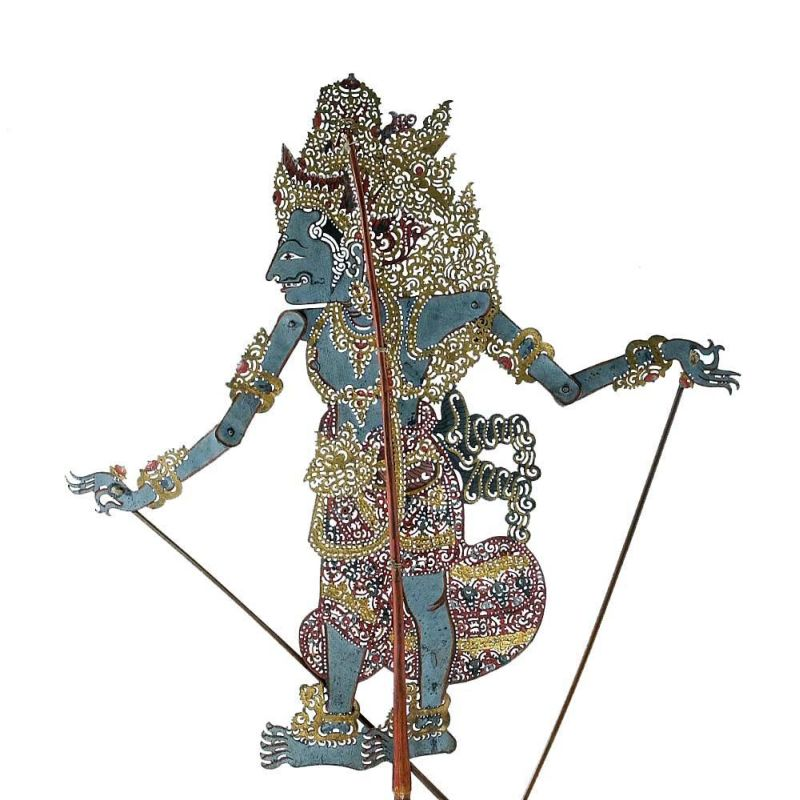
ワヤン・クリ《影絵芝居》のクリシュナ（インドネシア）

## ハレー・クリシュナ運動におけるクリシュナ
クリシュナ意識国際協会（ハレー・クリシュナ運動）のスティーブン・ローゼンはクリシュナという語の本義について「引っ張る(drag, pull)」を意味する語、クリシュ（kṛṣ）を語源と仮定し、「すべてを魅了する者(the all-attractive one)」と翻訳している。